# Zuo Shusheng
Zuo Shusheng (吕洪祥S, Zuo ShushengP; Tianjin, 13 aprile 1958) è un ex calciatore cinese, di ruolo centrocampista.

## Carriera

### Club
Ha giocato nel campionato cinese e in quello olandese, vestendo la maglia dell'AZ Alkmaar.

### Nazionale
Ha rappresentato la nazionale cinese alla Coppa d'Asia nel 1980 e nel 1984.

## Palmarès

### Club

#### Competizioni nazionali
- Campionato cinese: 2

Tianjin: 1980, 1983